# Sound of Solitude
Sound Of Solitude – dwudziesty pierwszy singel Myslovitz (pierwszy z albumu Korova Milky Bar (ang.)), wydany w kwietniu 2003. Jest to singel Długość dźwięku samotności w wersji anglojęzycznej.

## Lista utworów
- „Sound Of Solitude”  (4:05)
- „Sound Of Solitude” (Smolik mix)  (4:36)
- „Sound Of Solitude” Video  (4:05)